# Caméraphone
 (mars 2023).
Si vous disposez d'ouvrages ou d'articles de référence ou si vous connaissez des sites web de qualité traitant du thème abordé ici, merci de compléter l'article en donnant les références utiles à sa vérifiabilité et en les liant à la section « Notes et références ».
 (mars 2023).
La caméraphone est un système cinématographique intégrant le son, développé par E. E. Norton, un employé de la Graphophone Company (connue plus tard sous le nom de Columbia Records). Le son était enregistré sur un disque avant tout jeu, puis l'artiste jouait et mimait les paroles devant la caméra.
La caméraphone est l'une des inventions majeures du XXe siècle dans l'ère du cinéma sonore.
L'originalité du dispositif réside dans sa méthode d'amplification du son ; il utilise le même système que le Higham-A-Phone, réalisé par Daniel Higham.
Devant le succès de la caméraphone, des espions industriels des usines d'Edison infiltrèrent la Graphophone Company pour connaître leur production.